# قنفذي برقاوي
القنفذي البرقاوي أو القرقفان البرقاوي (باللاتينية: Echinops cyrenaicus) نوع نباتي ينتمي إلى جنس القنفذي من الفصيلة النجمية. أخذ اسمه من إقليم برقة حيث موطنه.

## الموئل والانتشار
ينتشر هذا النوع في في المغرب العربي.